# 1992 JB2
1992 JB2 är en asteroid i huvudbältet som upptäcktes den 2 maj 1992 av den belgiske astronomen Henri Debehogne vid La Silla-observatoriet.
Den har en diameter på ungefär 13 kilometer.